# Neuchâtel-Urtière
Neuchâtel-Urtière é uma comuna francesa na região administrativa de Borgonha-Franco-Condado, no departamento de Doubs. Estende-se por uma área de 6,21 km². Em 2010 a comuna tinha 191 habitantes (densidade: 30,8 hab./km²).